# Platylus sardiniensis
Platylus sardiniensis is een keversoort uit de familie zwartlijven (Tenebrionidae). De wetenschappelijke naam van de soort is voor het eerst geldig gepubliceerd in 1972 door Ardoin.